# Приватне життя (фільм)
«Приватне життя» (англ. Private Lives) — американська комедійна драма режисера Сідні Франкліна 1931 року.

## Сюжет
Розлучені чоловік і дружина швидко знаходять собі нові пари і знову пов'язують себе з цими людьми узами шлюбу, та ось невдача — доля оселила їх буквально в сусідніх квартирах…

## У ролях
- Норма Ширер — Аманда Прінн
- Роберт Монтгомері — Еліот Чейз
- Реджинальд Денні — Віктор Прінн
- Уна Меркел — Сівіл Чейз
- Джин Гершолт — Оскар
- Джордж Девіс
- Герман Бінг
- Феріке Борос
- Альфонсе Мартелл
- Вілфрід Норт